# Andrzej Makowski (lekkoatleta)
Andrzej Makowski (ur. 17 maja 1935, zm. 19 marca 1999 w Warszawie) – polski lekkoatleta specjalizujący się w biegach przez płotki.

## Życiorys
Ukończył studia na Wydziale Biologii i Nauk o Ziemi Uniwersytetu Mikołaja Kopernika.
Był mistrzem Polski w biegu na 400 metrów przez płotki w 1962, wicemistrzem w tej konkurencji w 1959, w sztafecie 4 × 400 metrów w 1960 i 1961 oraz w biegu na 200 metrów przez płotki w 1963, a także brązowym medalistą w biegu na 110 metrów przez płotki w 1956, w biegu na 200 metrów przez płotki w 1961 i 1962 oraz w biegu na 400 metrów przez płotki w 1961 i 1963.
W latach 1961–1963 wystąpił w 12 meczach lekkoatletycznej reprezentacji Polski, odnosząc jedno zwycięstwo indywidualne.
7 lipca 1963 w Olsztynie ustanowił rekord Polski w biegu na 400 metrów przez płotki z czasem 51,4 s.
Był zawodnikiem klubów: Gwardii Bydgoszcz (1952–1454), AZS Toruń (1955–1957), Polonii Bydgoszcz (1958) i Gwardii Warszawa (1959–1965).
Rekordy życiowe:
- bieg na 110 metrów przez płotki – 14,6 s (9 czerwca 1962, Warszawa)
- bieg na 200 metrów przez płotki – 23,9 s (26 sierpnia 1961, Nowa Huta)
- bieg na 400 metrów przez płotki – 51,4 s (7 lipca 1963, Olsztyn)